# Organizzazione europea per la ricerca e la cura del cancro
L'Organizzazione europea per la ricerca e cura del cancro (in acronimo EORTC dall'inglese European Organisation for Research and Treatment of Cancer) è un'organizzazione no-profit internazionale con una rete scientifica, fondata nel 1962 da un gruppo di specialisti europei sul cancro, uno dei quali era il professore belga Henri J. Tagnon (1911–2000). La sede dell'EORTC è a Bruxelles. Oggi, il centro di coordinamento e di analisi comprende un personale di oltre 150 membri di differenti nazionalità. Dal 1972  il National Cancer Institute (NCI) ha ottenuto accanto ad esso un ufficio di collegamento per promuovere la cooperazione e il coordinamento della ricerca sul cancro negli Stati Uniti e in Europa.

## Mission, storia e contesto
La mission dell'EORTC è quella di promuovere, coordinare, analizzare e pubblicare la ricerca clinica sul cancro da parte di circa 20 gruppi co-operativi e multidisciplinari, composti da tutti i tipi di specialisti correlati del cancro: radioterapisti, chirurghi, medici oncologi, patologi, immunologi, ecc., per migliorare il trattamento, e quindi la sopravvivenza e la qualità della vita, di tutti i pazienti affetti da cancro.
Orientamento europeo e partnership globale
L'EORTC è l'unica organizzazione che svolge studi clinici a livello europeo per tutti i tipi di cancro. Queste attività permettono la raccolta di dati su un grande numero di pazienti, assicurando che statistiche valide e convincenti siano rese disponibili il più rapidamente possibile. Le competenze multidisciplinari dell'EORTC rende l'organizzazione un partner ideale per le altre reti accademiche. La cooperazione di studi clinici nei riguardi di tumori rari e di tumori frequenti "sub entities" (identificati dai cambiamenti molecolari) possono quindi essere eseguite in modo efficiente, garantendo la credibilità dei risultati e la loro rapida attuazione. Questa partnership non si limita ai gruppi accademici europei, ma si estende anche ai due Istituti Nazionali di Cancro americano e canadese e di diversi network australiani.
Una metodologia rigorosa e indipendente
Il progetto scientifico e l'analisi di tutti gli studi sono sempre svolti in modo indipendente. L'EORTC supporta anche la preziosa collaborazione tra ricercatori, medici e l'industria farmaceutica per valutare molecole innovative e per ridurre il periodo tra la scoperta di un nuovo farmaco e il suo uso effettivo.

## L'EORTC in cifre
- Oltre 300 università o ospedali affiliati in più di 30 paesi
- 2.500 medici
- ogni anno circa 6.500 nuovi pazienti sono coinvolti in studi dell'EORTC
- in 10 anni sono stati coinvolti 67.000 pazienti negli studi clinici dell'EORTC

## Mezzo secolo di risultati concreti e verificati
L'EORTC ha progettato nuovi trattamenti di riferimento, in particolare per:
- Migliorare la sopravvivenza dei pazienti affetti dal tumore del testicolo, linfoma di Hodgkin, leucemia (bambino o adulto), tumore stromale gastrointestinale, tumore al cervello, ecc.;
- evitare una laringectomia per il 42% dei pazienti con cancro della laringe;
- effettuare la chirurgia che è meno mutilante nel caso di cancro al seno;
- migliorare la qualità della vita dei pazienti (cure ambulatoriali, conservazione della fertilità, ecc.);
- controllare efficacemente le infezioni per i pazienti con la leucemia, ecc.

## I finanziamenti per la EORTC
'EORTC Charitable Trust
L'EORTC Charitable Trust è stato creato nel 1976 per raccogliere i fondi necessari per il funzionamento dell'EORTC con la collaborazione delle leghe nazionali impegnate nella lotta contro il cancro (Germania, Belgio, Danimarca, Francia, Hong Kong, Norvegia, Paesi Bassi, il Regno Unito, Svizzera, Svezia, ecc.).
Il principe di Monaco Alberto II è il presidente onorario, mentre sir Christopher Mallaby presiede il consiglio di amministrazione della EORTC Charitable Trust.
'Finanziamento trasparente e diversificato
La ricerca dell'EORTC è sostenuta dall'EORTC Charitable Trust, dal National Cancer Institute (NCI) degli Stati Uniti d'America, dal Fonds Cancer (FO.CA.), dalla Lotteria nazionale belga. La Commissione europea prevede un sostegno soltanto per selezionati progetti. Partenariati con l'industria farmaceutica sono stati istituiti nell'ambito di studi speciali, approvati dopo le valutazioni di un Comitato indipendente. Tuttavia, oltre il 70% degli studi clinici condotti dalla focalizzazione dell'EORTC su farmaci già commercializzati o sulle strategie combinate, come la radioterapia e la chirurgia, e di conseguenza l'avvio di studi richiedono un sostegno finanziario da altre fonti. Ulteriori contributi e sponsorizzazioni sono vitali per sostenere queste attività scientifiche in cui l'obiettivo principale è quello di promuovere efficacemente la ricerca clinica europea sul cancro.

## Principali convegni scientifici e corsi di metodologia
- EORTC Groups Annual Meeting (EGAM), su eortc.org. URL consultato il 6 dicembre 2015 (archiviato dall'url originale l'8 dicembre 2015).
- Clinical Trial Statistics for Non Statisticians, su eortc.org.
- EORTC - NCI - AACR[5] Symposium on Molecular Targets and Cancer Therapeutics
- One-Day Introduction to EORTC Trials, su eortc.org.
- EORTC - NCI - ASCO[6] Annual Meeting on Molecular Markers in Cancer[7]
- Methodology of Cancer Clinical Trials: The Next Generation, su eortc.org.
- ECCO - AACR - EORTC - ESMO[8] Workshop on Methods in Clinical Cancer Research[9]
- Organization and Implementation of Cancer Clinical Trials

## Presidenti[3]
- Francia: Georges Mathé ́(Villejuif), 1962-1965
- Italia: Silvio Garattini (Milano), 1965-1968
- Paesi Bassi: Dirk Willem Van Bekkum (Rijswijk), 1969-1975
- Belgio: Henri J. Tagnon (Bruxelles), 1975-1978
- Regno Unito: Laszlo George Lajtha (Manchester), 1979-1981
- Germania: Carl Gottfried Schmidt (Essen), 1981-1984
- Italia: Umberto Veronesi (Milano), 1985-1988
- Belgio: Louis Denis (Anversa), 1988-1991
- Belgio: Emmanuel van der Schueren (Lovanio), 1991-1994
- Regno Unito: J. Gordon McVie (Londra), 1994-1997
- Francia: Jean-Claude Horiot (Digione), 1997-2000
- Belgio: Allan T. van Oosterom (Lovanio), 2000-2003
- Paesi Bassi: Alexander M.M. Eggermont (Rotterdam), 2003-2006
- Belgio: Martine Piccart (Bruxelles), 2006-2009
- Francia: Jean-Yves Blay (Lione), 2009-2012
- Svizzera: Roger Stupp (Losanna / Zurigo), 2012-in corso